# 木蛇寺
木蛇寺（もくじゃじ）は岐阜県郡上市大和町にあった臨済宗の寺院。郡上郡の領主東氏の菩提寺であった。
鎌倉時代後期に郡上郡山田庄の領主、東行氏が一族の菩提寺として蘭渓道隆の法嗣で東氏の本家筋にあたる千葉氏出身の僧侶である林叟徳瓊（覚照禅師）を招いて居城である阿千葉城の南（現在の郡上市大和町剣）に開いた。2世住持は東氏所縁の龍山徳見が務めている。その後、東氏が篠脇城へ移ると木蛇寺もその東（現在の郡上市大和町牧）に移転している。東氏一族から木蛇寺で出家した人物には江西龍派（建仁寺154世、南禅寺144世）、正宗龍統（建仁寺217世）や常庵龍崇（建仁寺262世）などがいる。木蛇寺は檀越の東氏と盛衰を共にし、文明5年（1473年）に斎藤妙椿の郡上攻略の際に焼亡。一旦は東氏の手により復興を遂げるものの、赤谷山の戦いで東氏が滅亡すると外護者を失って滅びた。
木蛇寺の遺物としてその本尊と伝えられる木像が郡上市指定の文化財となっている。ただし、損傷が激しいために仏像の種類は立像であるほかは判別できない状態となっている。また、東氏ゆかりの乗性寺には木蛇寺から伝来したと伝わる欄間の彫刻がある。木蛇寺跡には木蛇寺歴代の墓のほか、東氏一族の慈永大姉の墓があり、こちらは郡上市の史跡に指定されている。